# Дрэгэшани
Дрэгэшани (рум. Drăgășani) — город в Румынии, в жудеце Вылча. Расположен на правом берегу реки Олт. Железнодорожная станция на участке Каракал — Рымнику-Вылча. Известен как центр виноградарства. Второй по важности город жудеца Вылча.

## География
Город расположен в северной части исторической области Валахия. Расположен на правом берегу реки Олт, в 210 км к западу от Бухареста.

## История
Дрэгэшани известен в мировой и в особенности в греческой истории сражением данным здесь греческими этеристами против турецкой армии в 1821 г. (см. Сражение при Драгашани).

## Экономика
В городе развито виноградарство, также имеется обувная фабрика.
Основной производственной деятельностью жителей города до 1970-х годов было оказание услуг: портные, ремонтные мастерские и др. После 1970 года, начинается индустриализация города.
Недалеко от города, на реке Олт, имеется ГЭС, мощностью 53 МВт

### Сельское хозяйство
Город имеет хорошие природные условия для развития многоотраслевого сельского хозяйства.
С древнейших времён основным занятием местных жителей было выращивание винограда. Торговля вином приносила им огромную прибыль. Благодаря тому, что в городе постоянно усовершенствовали технологии выращивания винограда и изобретали новые сорта, виноградники Дрэгэшан стали самыми известными в Румынии. В настоящее время выращивается более 60 сортов винограда, располагающихся на территории в 16000 га.

## Население
На 2007 год население города составляет 20708 человек.
Национальный состав:
- Румыны — 98,90 %
- Цыгане — 0,95 %
- Прочие — 0,15 %

## Известные люди
- Исэреску, Мугур — В 1999—2000 годах — премьер-министр Румынии.
- Илиеску, Думитру — румынский политик и бригадный генерал, начальник румынского Генерального штаба c 25 октября по 5 декабря 1916 года.